# Горьківська АСТ
Горьківська атомна станція теплопостачання (рос. Горьковская АСТ) — недобудована атомна електростанція в Росії. Розташована поблизу міста Нижній Новгород Нижньогородської області. Горьківська АСТ повинна була бути оснащена двома киплячими реакторами АСТ-500, які повинні були використовуватися для опалення частини міста Нижній Новгород і таким чином забезпечувати до 25% його теплового споживання.

## Історія та технічна інформація

### Витоки
У 1976 році «Теплоелектропроект» (нині «Атоменергопроект») продемонстрував економічну ефективність використання атомних реакторів для теплопостачання великих міст. Спочатку були обрані Горький і Воронеж, але в цілому планувалося використовувати атомну енергію для опалення 30-35 великих міст СРСР. Для розміщення атомної електростанції поблизу міста Горького наводилися такі аргументи; наявність ОКБМ, який проектує реактори, і політехнічного інституту, який готує кадри для атомної промисловості, а також великих річок, які б полегшили транспортування обладнання. У 1979 році вийшла постанова Ради Міністрів про будівництво двох магістральних теплоцентралей у Воронежі та Горькому.

### Будівництво
Будівництво Горьківської атомної станції почалося 1 січня 1982 року. Об'єкт мав бути оснащений двома реакторами АСТ-500, але спочатку був побудований лише один реактор. Сама станція була спроектована «Теплоелектропроектом». Також планувалося побудувати теплоакумулятор об’ємом 20 тис. м3 для тепломережі для компенсації коливань споживання тепла протягом доби. Це було зроблено для того, щоб гаряча вода завжди надходила без втрат тепла. Також було підраховано, скільки тонн викопного палива може заощадити атомна електростанція. Це було близько 360 тонн на добу. Подальші дослідження показали, що атомна електростанція є найдешевшим варіантом для міста Нижнього Новгорода для виробництва теплової енергії для тепломережі. Планувалося, що об'єкт також буде забезпечувати теплом Щербинки та Горні Печори.
До кінця 1980-х років станція була готова на 85%. У 1989 році МАГАТЕ провело міжнародне випробування, яке підтвердило безпеку проекту.

### Скасування проекту
Через аварію на Чорнобильській АЕС та активістські рухи роботи були припинені на початку 1990-х років. Будівництво електростанції було формально припинено лише після референдуму у Воронежі 10 грудня 1993 року. Цим було зупинено аналогічну станцію у Воронежі. У 1991 році станція перейшла у власність міста Нижнього Новгорода. Приміщення об’єкта здавали в оренду приватним підприємствам, зокрема спиртзаводу.
У 1990-х роках, а потім у 2006 році були пропозиції щодо відновлення будівництва, але вони так і не були реалізовані, а станом на 2020 рік станцію демонтують під контролем приватного власника.
Всього таких теплоцентралей, які могли забезпечити теплом великі міста Радянського Союзу, було до 35. Крім того, розглядалося будівництво подібних реакторів і в Чехословаччині, до 1995 року в Остраві та після 2000 року в Братиславі. Жоден із цих проектів не був запущений і залишений після 1989 року та розпаду СРСР.

## Інформація про реактори
| Реактор   | Тип реактора | Продуктивність | Продуктивність | Початок будівництва | Підключення до мережі               | Введення в експлуатацію             | Закриття |
| Реактор   | Тип реактора | Нетто          | Брутто         | Початок будівництва | Підключення до мережі               | Введення в експлуатацію             | Закриття |
| --------- | ------------ | -------------- | -------------- | ------------------- | ----------------------------------- | ----------------------------------- | -------- |
| Горький-1 | АСТ-500      | 0 МВт          | 500 МВт        | 1. 1. 1982          | Будівництво зупинено 1.12. 1993 рік | Будівництво зупинено 1.12. 1993 рік |          |
| Горький-2 | АСТ-500      | 0 МВт          | 500 МВт        | 1. 1. 1983          | Будівництво зупинено 1.12. 1993 рік | Будівництво зупинено 1.12. 1993 рік |          |